# 本光寺 (島原市)
本光寺（ほんこうじ）は、長崎県島原市本光寺町3380にある曹洞宗の寺院。山号は瑞雲山。島原藩主だった深溝松平家の菩提寺である。

## 歴史

### 三河国における創建

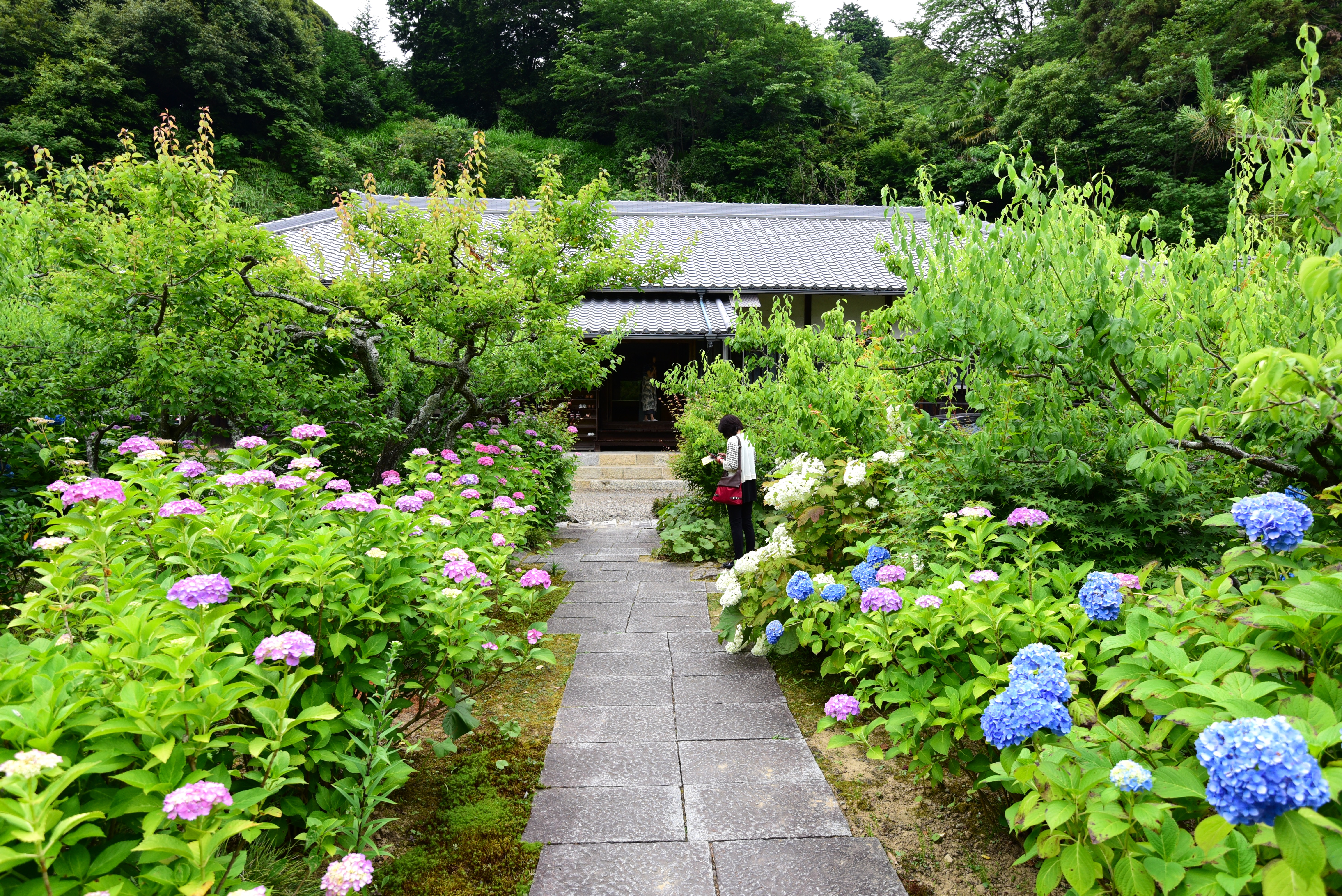
愛知県幸田町の本光寺

もともと瑞雲山本光寺は三河国額田郡深溝村（現・愛知県額田郡幸田町）にあり、大永3年（1523年）に深溝松平家の菩提寺として創建された。
駿河国・遠江国・三河国の国主であった今川氏が滅亡した後の享禄元年（1528年）、曹洞宗の開祖道元禅師より数えて15代目の希声英音（きせいえいおん）禅師（1469年 - 1535年）を御開山として、松平忠定を開基として字市場に創建されたとも言われる
創建後の本光寺は藩主の移封に伴う領地替えの際に必ず新任地に同道していた。
4代松平家忠が武蔵国の忍城（現・埼玉県行田市）に易地されたのち、慶長17年（1612年）に5代松平忠利が三河国の吉田城（現・愛知県豊橋市）に移封されると、額田郡深溝村に残置した寺を源光寺とした。

### 島原における本光寺の成立
以後、寛永9年（1632年）に刈谷城、慶安2年（1649年）に福知山城、寛文9年（1669年）に島原城、寛延2年（1749年）に宇都宮城、安永3年（1774年）に島原城と、本光寺は何度か転地を繰り返している。
寛文9年（1669年）、島原藩主である6代松平忠房の子である国千代が死去して丸山に埋葬された。島原城下に本光寺が建てられたのは同年9月のことである。三河国と肥前国の双方に本光寺があったことで、延宝元年（1673年）1月22日には前者が三州本光寺、後者が島原本光寺と呼ばれるようになり、同年3月5日には島原本光寺がが本寺、三州本光寺が末寺となった。
天和2年（1682年）、忠房の実母である福昌院の墓を護持するために庵が建てられた。この庵は後に浄林寺となり、松平家墓所の管理にあたった。元文3年（1738年）には佐賀の谷口清次（谷口安左衛門尉清次）によって梵鐘が鋳造された。元文4年（1739年）には伊吹山の石材によって浄林寺に安置される十六羅漢が完成した。
文政11年（1828年）4月8日、台所からの失火によって本光寺の堂宇が焼失した。本光寺の寺主である万明が責任を取って退隠したことで、浄林寺の玄魯が本光寺を管理するようになり、文政12年（1829年）12月には玄魯が本光寺の寺主となった。

### 明治維新後の歴史
明治初期、柏野にあった本光寺が浄林寺跡地に移転し、現在の本光寺となった。
明治維新後の1871年（明治4年）には松平家が神式に開典したため、広大な伽藍は学校（本光寺学校）に転用された。1872年（明治5年）に復旧を図り、島原城の北端に位置する末寺の浄林寺を合併して現在に至っている。

## 境内

### 藩主松平家の墓所

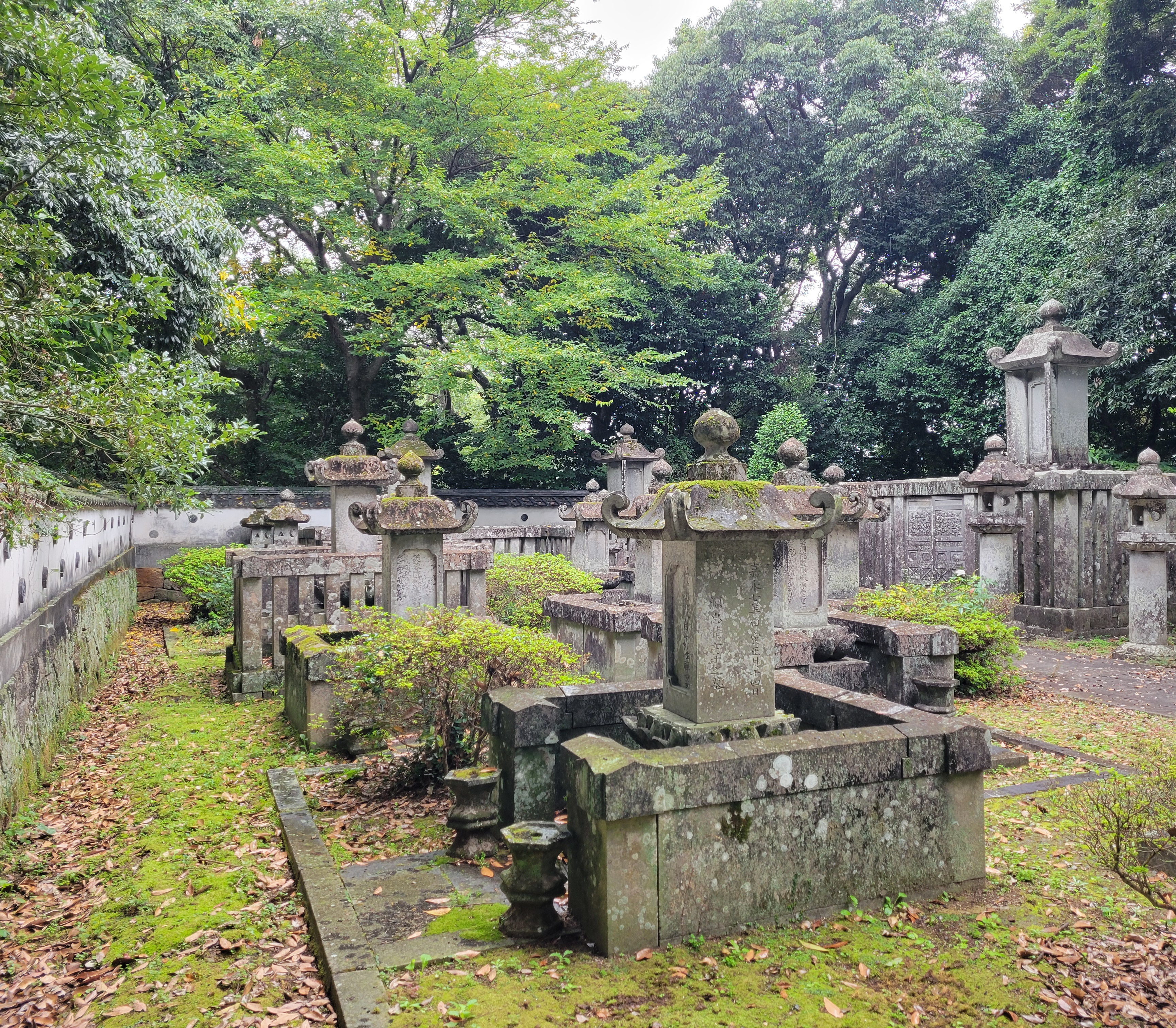
藩主松平家の墓所

戦国時代に松平家より分裂した島原藩主深溝松平家の墓所である。墓所内には島原藩2代藩主である松平忠雄や、島原藩初代藩主である松平忠房の生母をはじめとして、歴代藩主や子女を祀っている。1982年（昭和57年）、「藩主松平家の墓所」が島原市指定史跡となった。
戦国時代末期には島原氏の砦である丸尾城が築かれており、墓域はその遺構を利用したものであると思われる。墓には三河墓の特徴が残っている。墓域入口右手の塀には、琉球式場壁に見られる様式が用いられている。敷地内には、フィリップ・フランツ・フォン・シーボルトの弟子である賀来佐之の墓、孝子松平好房の碑なども所在する。

## 常盤歴史資料館

### 資料館の歴史
1987年（昭和62年）8月に旧島原藩主松平家の史料を後世や一般に伝えることを目的として常盤歴史資料館が設立された。

### 資料館の収蔵品
瑞雲山本光寺の史料や明治以降に収集された史料で構成されている。

#### 文書記録の部
中世史料や松平氏関係の史料、本光寺の史料
- 松平忠房家譜

#### 典籍の部
57件収蔵

#### 地図・絵図の部
城下図、領内図など
- 混一疆理歴代国都図
- 慶長五年伏見城攻図

#### 美術工芸・建造物の部
絵図や書跡など

### 資料館の利用案内
開館時間
- 9時から17時

入館料
- 大人300円、中高生200円、小人150円

## 文化財

### 県指定文化財
混一彊理歴代国都地図
- 15世紀初めの東アジアの世界地図[16]。

日本大地図
- 寛永年間（1624年から1644年）に作られた日本の全体地図[16]。

### 市指定文化財
藩主松平家の墓所
- 初代松平忠房の母福昌院をはじめとした、2代松平忠雄、10代松平忠清の妻たちの墓など大小23基の墓がある[16]。

島原藩士屋敷図
- 松平忠房が領地を移したときに作られた平面図[16]。

本光寺山門
- 元禄3年（1690年）竣工。島原市における現存最古の建造物である[16]。

十六羅漢石像
- 元文4年（1739年）完成。住職の実山和尚の願いで作られた羅漢像[16]。

弁天像
- 8本の臂がある木像[17]。

地蔵菩薩立像
- 丸みのある姿で作られた延命地蔵像[18]。

如意輪観音世音菩薩座像
- 金で装飾された坐像[17]。

銅造釈迦如来座像
- 貝殻のように巻いた髪とこぶ、眉間に光を放つ毛を表している坐像[17]。

木造釈迦如来座像
- 室町時代の特色が感じられる坐像[17]。

## 現地情報
所在地
- 855-0073 長崎県島原市本光寺町3380

交通アクセス
- 島原鉄道島原鉄道線島原駅より車で5分